# إبراهام بنجامين كونغور
إبراهام بنجامين كونغور هو محامي وقاضي وسياسي أمريكي، ولد في 14 يوليو 1887 في مقاطعة تيفت في الولايات المتحدة، وتوفي في 9 ديسمبر 1953. انتخب عضو مجلس نواب جورجيا ‏.